# Luminița Pișcoran
Luminița Pișcoran, née le 14 mars 1988 à Brașov, est une biathlète roumaine.

## Biographie
Née à Brașov, elle découvre le sport là-bas même par curiosité et s'entraîne depuis au club local du Dinamo.
En équipe nationale à partir de la saison des 2008-2009, elle est médaillée de bronze aux Championnats d'Europe junior au relais.
Elle fait ses débuts en Coupe du monde en 2010 à Östersund. 
Elle marque ses premiers points en 2012 à Nové Mesto (35e), puis arrive 26e du sprint d'Holmenkollen, résultat qui reste le meilleur de sa carrière dans l'élite.
Aux Championnats d'Europe 2015, elle remporte la médaille d'or sur l'individuel devant notamment Ekaterina Yurlova, troisième, assurant son premier succès international et la première médaille dans un championnat pour la Roumanie.
Elle signe ses meilleures performances aux Mondiaux lors des Championnats du monde de Kontiolahti où elle finit 45e du sprint et 14e du relais.

## Palmarès

### Championnats du monde
| Épreuve / Édition             | Individuel | Sprint | Poursuite | Départ en masse | Relais | Relais mixte |
| Mondiaux 2011 Khanty-Mansiïsk | 74e        | 89e    | -         | -               | -      | -            |
| Mondiaux 2012 Ruhpolding      | 95e        | 77e    | -         | -               | 20e    | 19e          |
| Mondiaux 2013 Nové Město      | 82e        | 66e    | -         | -               | dsq    | 20e          |
| Mondiaux 2015 Kontiolahti     | 89e        | 45e    | 47e       | -               | 14e    | 20e          |
| Mondiaux 2016 Holmenkollen    | 88e        | 72e    | -         | -               | dsq    | 22e          |
| Mondiaux 2017 Hochfilzen      | 70e        | 85e    | -         | -               | -      | 20e          |

Légende :

dsq : disqualification

- : n'a pas participé à l'épreuve

### Coupe du monde
- Meilleur classement général : 73e en 2012.
- Meilleur résultat individuel : 26e.

#### Classements en Coupe du monde
| Année     | Classement général final | Sprint | Poursuite | Individuel | Mass start |
| 2011-2012 | 73e                      | 60e    | -         | -          | -          |
| 2012-2013 | 99e                      | -      | 92e       | -          | -          |
| 2013-2014 | 98e                      | 88e    | -         | -          | -          |
| 2014-2015 | 80e                      | 87e    | 63e       | -          | -          |

### Championnats d'Europe
- Médaille d'or de l'individuel en 2015 à Otepää.

### Championnats du monde de biathlon d'été
- Médaille de bronze du relais mixte en 2015.

### Championnats d'Europe junior
- Médaille de bronze du relais en 2009.